# بنیتو نازار

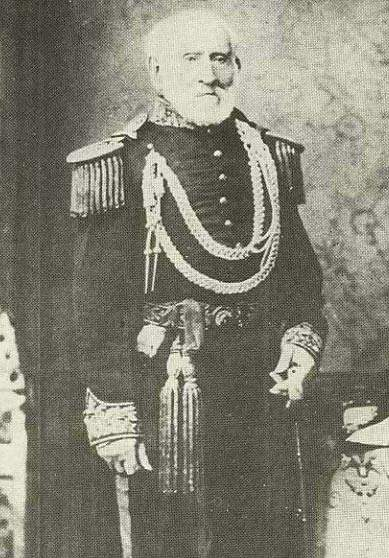

بنیتو نازار (بوئنوس آیرس، ۱۲ مه ۱۸۰۱–۱۶ سپتامبر ۱۸۸۶)، سرباز آرژانتینی بود که در جنگ‌های داخلی کشورش و در جنگ برزیل به عنوان افسر توپخانه شرکت کرد. خوزه بنیتو نازار لا پالما معروف به بنیتو نازار برادر کوچکتر خواکین نازار بود. او در سال ۱۸۱۲ او به هنگ توپخانه بوئنوس آیرس پیوست و در آکادمی ریاضیات تحصیل کرد که گامی ضروری برای پیشرفت به عنوان افسر توپخانه بود.
او از انقلاب ۱۱ سپتامبر ۱۸۵۲ حمایت کرد و به عنوان رئیس هنگ توپخانه شماره ۱ در دفاع در برابر محاصره بوئنوس آیرس شرکت کرد. در سال ۱۸۵۸ او معاون در ایالت بوینس آیرس بود. وی در سپتامبر ۱۸۸۶ در بوئنوس آیرس درگذشت.
میدان بنیتو نازار در محله ویلا کرسپو و همچنین یک مدرسه و انجمن محله ای به نام Asociación Benito Nazar نام او را به یاد می‌آورد.